# Platyja trajecta
Platyja trajecta là một loài bướm đêm trong họ Noctuidae.